# Nordniederdeutsch
Nordniederdeutsch (Nndt.) [ˈnɔʁtˌniːdɐdɔɪ̯ʧ] oder auch Nordniedersächsisch ist ein Dialektverband innerhalb des Nördlichen Niederdeutschen. Die Bezeichnung „Nordniedersächsisch“ bezieht sich nicht geografisch auf den Norden des deutschen Bundesland Niedersachsen, sondern auch auf die nördlicheren Sprachgebiete Schleswig-Holsteins, und setzt sich auch jenseits der deutsch-niederländischen Staatsgrenze (Nedersaksisch) fort.
Dieser Dialektverband genießt hohe Medienpräsenz, da er im überwiegenden Teil mehrerer Bundesländer, einschließlich des Großteils Niedersachsens, Bremens und Schleswig-Holsteins, verstanden und gesprochen wird. Mit Ausnahme des ostfriesischen Niederdeutsch, das starkes friesisches Substrat, zahlreiche Diphthongierungen und niederländischen Spracheinfluss aufweist, sind alle Subgruppen des Nordniederdeutschen untereinander leicht verständlich. Durch die mediale Verbreitung in Radio und Fernsehen weist es teilweise die Funktion einer Standardsprache innerhalb des Niederdeutschen auf, ohne eine zu sein.

## Begriffsbildung
Die traditionelle Bezeichnung des nördlichen (nicht west- oder ostfälischen) Westniederdeutschen ist Nordniedersächsisch.
Der jüngere Begriff „Nordniederdeutsch“ wurde 1957 durch den Germanisten William Foerste geprägt und in die Fachliteratur eingebracht, um das Niederdeutsche nördlich des West- und Ostfälischen zu bezeichnen. Heute hat er sich in der Germanistik im Sinne von „nördliches Westniederdeutsch“ durchgesetzt. Im Gegensatz zu „Nordniedersächsisch“ ist der Begriff „Nordniederdeutsch“ allerdings potentiell missverständlich, da ersteres das Ostniederdeutsche eindeutig ausschließt, letzteres aber nicht (auch wenn es gelegentlich so verstanden wird).
Die ältere Forschung verwendete Begriffe wie Nordalbingisch für das nördliche Niedersächsische sowie Niedersächsisch, was jedoch zu sehr mit dem deutschen Bundesland assoziiert werden kann.
Als weiteren Begriff für die Sprachregion schlug Foerste in Zusammenhang mit der Herausgabe eines gemeinsamen ostniederländisch-westniederdeutscher Sprachatlas zudem die Bezeichnung „Saxonia“ bzw. „saxonisch“ vor, der ausdrücklich auch die Niederlande einschließt, aber apolitisch ist und ihm sowohl vonseiten der Germanistik als auch vonseiten der Niederlandistik als annehmbar erschien. Vereinzelt findet sich diese Begrifflichkeit noch in der Literatur, etwa bei Peters (2003) als „Sassisch“, hier jedoch als historischer Begriff unter Einschluss des Mittelniederdeutschen und Altsächsischen gemeint.

## Definition und Abgrenzung
Dem hier beschriebenen Dialektverband werden germanistisch alle westniederdeutschen Dialekte zugerechnet, die weder über west- noch über ostfälische Kennzeichen verfügen.
Definierende Merkmale sind:
- das Fehlen der Westfälischen Brechung (im Gegensatz zum südlich benachbarten Westfälischen)[1]
- e-Apokope (nordndt. up’n disk vs. westfäl./ostfäl. up’n diske), damit verbunden starke Vereinfachung im Vokal- und Formensystem (im Gegensatz zum Westfälischen)[1]
- Einheitsplural: 1., 2. und 3. Person Plural Präsens Indikativ der Verben (wi maket „wir machen“, ji maket „ihr macht“, se maket „sie machen“) auf -et (im Gegensatz zum Ostniederdeutschen und Niederländischen).[4][5]

Im Norden grenzt das Nordniedersächsische an das dänische und an der Küste Schleswig-Holsteins an das nordfriesische Sprachgebiet. Im Süden wird es durch das west- und ostfälische Dialektgebiet begrenzt, im Osten durch das Ostniederdeutsche (Mecklenburgisch-Vorpommersch). Die Begrenzung wird dabei durch eine Linie gebildet, die sich von Lübeck über Magdeburg nach Halberstadt erstreckt. Östlich dieser Linie (-et/-en-Linie) herrscht ebenfalls ein Einheitsplural auf, der sich durch die Verbenendung -en vom Westniederdeutschen abhebt: wi maken, ji maken, se maken. Im Raum Lüneburg, Uelzen und Salzwedel bildet es zudem mit dem Ostfälischen und dem Mecklenburg-Vorpommerschen einen größeren Interferenzraum, das heißt, ein Dialektkontinuum. Die Grenze zum niederfränkisch basierten Niederrheinisch wird allgemein an der Westfälischen Linie gezogen.

### Untergruppen
Das Nordniederdeutsche wird auf deutscher Seite in sieben Untergruppen (Dialekte) geschieden:
1. Ostfriesisches Niederdeutsch (Kennzeichen tuun „Zaun“, hör „ihnen“), das sich auf altostfriesischem Sprachgebiet etablierte,
2. Emsländisches Niederdeutsch an der Unterems (Kennzeichen wi bünt „wir sind“),
3. Oldenburgisches Niederdeutsch (Kennzeichen achter uusen huus „hinter unserem Haus“ anstelle des zu erwartenden achter u(n)s hus),
4. Nordhannoveranisches Niederdeutsch (Kennzeichen wörtel „Möhre“ anstelle des zu erwartenden wortel),
5. Holsteinisches Niederdeutsch (Kennzeichen jüm „ihnen“),
  1. Dithmarsches Niederdeutsch (Kennzeichen gäsche „Gevatterin“) und
6. Schleswigisches Niederdeutsch (Kennzeichen Infinitivkonstruktion mit un: dat is tid un plücken applen „es ist Zeit Äpfel zu pflücken“).[1]

Ostfriesisches und emsländisches Niederdeutsch haben gemeinsam, dass beide stark mit niederländischen Elementen durchsetzt sind, indes Holsteinisch vielfach mit dem Mecklenburg-Vorpommerschen Übereinstimmungen aufweist.

## Merkmale

### Phonologie und Orthographie
Für das Bremische postuliert Heymann (1909) folgendes Phoneminventar:
- Kurzvokale: a /a/, i /ɪ/, u /ʊ/, e /ə/, e /ɛ/, o /ɔ/ (Heymann 1909, S. 3–9) und deren Umlaute ö /œ/ und ü /ʏ/, wobei ersteres selten ist und letzteres zu i /ɪ/ tendiert (Heymann 1909, S. 32–33)
- Langvokale: aa (ah,a) /ɔ:/, ie (i) /i:/, uu (uh, u) /u:/, oo (oh, o) /o:/, ee (eh, e) /e:/, e (ä) /ɛ:/ (Heymann 1909, S. 10–27) und deren Umlaute ö /œ:/ (Umlaut zu aa /ɔ:/, jünger ä /æ:/~/ɛ:/), öö (öh,ö) (Umlaut zu oo /o:/, jünger ee /e:/), üü (üh, ü, Umlaut zu uu /u:/) /y:/. Das Bremische tendiert auch hier zur Elimination des Umlauts. (Heymann 1909, S. 30–35).
- Diphthonge: ei /aɪ̯/ (z. T. aus älterem eu (oi) /ɔɪ̯/), au /aʊ̯/ (Heymann 1909, S. 27–30)
- Liquide: l /l/, m /m/, n /n/, r /r/ (Heymann 1909, S. 35)
- Halbvokale j /j/, w (v) (Heymann 1909, S. 35,40)
- Frikative: f /f/, s /s/, s /z/, h /h/, ch /x/, sch /ʃ/ (Heymann 1909, S. 35)
- Plosive: g /g/, k /k/, d /d/, t /t/, b /b/, p /p/ (Heymann 1909, S. 35)
- Affrikaten: z (tz) /ts/ nur in Lehnworten (Heymann 1909, S. 38), j /dʒ/ (als Allophon zu j /j/, Heymann 1909, S. 40)

Anmerkungen:
- Die Tendenz des Bremischen, Umlaute zu eliminieren, ist regionalspezifisch und gilt nicht für das Nordniedersächsische insgesamt.

Die konventionelle nordniedersächsische Orthographie folgt Sass (1956).

### Morphologie

#### Konjugation
Für das Bremische nach Heymann (1909, S. 65–91):
|                                         | 1.sg     | 2.sg      | 3.sg     | 1.pl     | 2.pl     | 3.pl         |
| --------------------------------------- | -------- | --------- | -------- | -------- | -------- | ------------ |
| schwache Konjugation: stöten „stoßen“   |          |           |          |          |          |              |
| ind.prs.                                | stott    | stottst   | stott    | stott    | stott    | stott        |
| ind.prt.                                | stottde  | stottdest | stottde  | stottden | stottden | stoddten     |
| ipv.                                    |          | stöt      |          |          | stott    |              |
| part.prt.                               | stot't   | stot't    | stot't   | stot't   | stot't   | stot't       |
| starke Konjugation: fangen „fangen“     |          |           |          |          |          |              |
| ind.prs.                                | fang     | fangst    | fangt    | fangt    | fangt    | fangt        |
| ind.prt.                                | fung     | fungst    | fung     | fungen   | fungen   | fungen       |
| ipv.                                    |          | fang      |          |          | fangt    |              |
| part.prt.                               | fungen   | fungen    | fungen   | fungen   | fungen   | fungen       |
| starke Konjugation: binnen „binden“     |          |           |          |          |          |              |
| ind.prs.                                | binn     | binnst    | binnt    | binnt    | binnt    | binnt        |
| ind.prt.                                | bunn     | bunnst    | bunn     | bunnen   | bunnen   | bunnen       |
| ipv.                                    |          | binn      |          |          | binnt    |              |
| part.prt.                               | bunnen   | bunnen    | bunnen   | bunnen   | bunnen   | bunnen       |
| starke Konjugation: helpen „helfen“     |          |           |          |          |          |              |
| ind.prs.                                | help     | helpst    | helpt    | helpt    | helpt    | helpt        |
| ind.prt.                                | hulp     | hulpst    | hulp     | hulpen   | hulpen   | hulpen       |
| ipv.                                    |          | help      |          |          | helpt    |              |
| part.prt.                               | hulpen   | hulpen    | hulpen   | hulpen   | hulpen   | hulpen       |
| starke Konjugation: breken „brechen“    |          |           |          |          |          |              |
| ind.prs.                                | brek     | brekst    | brekt    | brekt    | brekt    | brekt        |
| ind.prt.                                | brook    | brookst   | brook    | braken   | braken   | braken       |
| ipv.                                    |          | brek      |          |          | brekt    |              |
| part.prt.                               | braken   | braken    | braken   | braken   | braken   | braken       |
| starke Konjugation: eten „essen“        |          |           |          |          |          |              |
| ind.prs.                                | et       | etst      | et't     | et't     | et't     | et't         |
| ind.prt.                                | eet      | eetst     | eet't    | eten     | eten     | eten         |
| ipv.                                    |          | et        |          |          | et't     |              |
| part.prt.                               | eten     | eten      | eten     | eten     | eten     | eten         |
| starke Konjugation: graben „graben“     |          |           |          |          |          |              |
| ind.prs.                                | graaf    | graafst   | graaft   | graaft   | graaft   | graaft       |
| ind.prt.                                | groof    | groofst   | groof    | graben   | graben   | graben       |
| ipv.                                    |          | graaf     |          |          | graaft   |              |
| part.prt.                               | graben   | graben    | graben   | graben   | graben   | graben       |
| starke Konjugation: snieden „schneiden“ |          |           |          |          |          |              |
| ind.prs.                                | snie     | sniest    | sniet    | sniet    | sniet    | sniet        |
| ind.prt.                                | sneed    | sneedst   | sneed    | sne(d)en | sne(d)en | sne(d)en     |
| ipv.                                    |          | snie      |          |          | sniet    |              |
| part.prt.                               | sne(d)en | sne(d)en  | sne(d)en | sne(d)en | sne(d)en | sne(d)en     |
| starke Konjugation: krupen „kriechen“   |          |           |          |          |          |              |
| ind.prs.                                | kruup    | kruupst   | kruupt   | kruupt   | kruupt   | kruupt       |
| ind.prt.                                | kroop    | kroopst   | kroop    | krapen   | krapen   | krapenkrapen |
| ipv.                                    |          | kruup     |          |          | kruupt   |              |
| part.prt.                               | krapen   | krapen    | krapen   | krapen   | krapen   | krapen       |

Partizip Präsens wird häufig als Adjektiv verwendet und regulär auf -nd gebildet (staanden Fotes „wie erging und stand“), allerdings entfällt oft das -d (Heymann 1909, S. 97f.).

#### Deklination

##### Substantive
Für das Bremische gilt nach Heymann (1909, S. 112f.):
|      | m.sg. | n.sg. | f.sg.      | pl. |
| ---- | ----- | ----- | ---------- | --- |
| nom. | -∅    | -∅    | -e oder -∅ | -e  |
| gen. | es    | es    | -e oder -∅ | -e  |
| dat. | e     | e     | -e oder -∅ | -en |
| akk. | -∅    | -∅    | -e oder -∅ | -e  |

##### Personalpronomen
Für das Bremische gilt nach Heymann (1909, S. 138–140):
|         | 1.      | 2.             | 3.m.    | 3.f.    | 3.n.    | refl. |
| ------- | ------- | -------------- | ------- | ------- | ------- | ----- |
| nom.sg. | ik      | du             | he      | se      | it      |       |
| gen.sg. | (miner) | (diner)        | (siner) | (ehrer) | (siner) |       |
| dat.sg. | mi      | di             | em      | ehr, se | it      | sik   |
| akk.sg. | mi      | di             | em      | ehr, se | it      | sik   |
| nom.pl. | wi      | ji             | se      | se      | se      |       |
| gen.pl  | (user)  |                | (ehrer) | (ehrer) | (ehrer) |       |
| dat.pl  | uus     | jo (älter jou) | jem     | jem     | jem     | sik   |
| akk.pl. | uus     | jo (älter jou) | jem, se | jem, se | jem, se | sik   |

Nach Heymann (1909, S. 139f.) bezieht sich ehr eher auf eine Person, se eher auf eine Sache weiblichen Geschlechts, jem eher auf Personen.

##### Demonstrativpronomen
Für das Bremische gilt nach Heymann (1909, S. 142–144)
|                | m.        | f.     | n.           | pl.    |
| -------------- | --------- | ------ | ------------ | ------ |
| de „der“       |           |        |              |        |
| nom.           | de        | de     | dat          | de     |
| gen.           | des (det) | der    | des (det)    | der    |
| dat.           | den       | der    | den          | de     |
| akk.           | den       | de     | dat          | de     |
| disse „dieser“ |           |        |              |        |
| nom.           | disse     | disse  | dit (disset) | disse  |
| gen.           | (disses)  | disser | (disses)     | disser |
| dat.           | dissen    | disser | dit          | dissen |
| akk.           | dissen    | disse  | dit          | disse  |

### Syntax

#### Genitiv
Der Genitiv ist im Nordniederdeutschen weitgehend aus dem Gebrauch verschwunden und durch Umschreibung mit von „von“ oder den possessiven Genitiv ersetzt, z. B. arme Lüde ehr Pankoken. Erhalten v. a. in adverbialen Ausdrücken, z. B. siner Wege gahn „seiner Wege gehen“ und bei Familiennamen (Badendamms' Dochter „eine Tochter aus der Familie der Bavendamms“) (Heymann 1909, S. 150).

#### Akkusativ und Dativ
Für Bremen nach Heymann (1909, S. 154f.): Akkusativ und Dativ sind teilweise zusammengefallen. Für Pronomina ist der Zusammenfall vollständig. Bei mask. Substantiven ist die Dativendung optional, so dass Akkusativformen immer auch als Dative zulässig sind. Bei neutralen und femininen Substantiven bleibt der Unterschied in den Artikelformen erhalten, allerdings zumeist nur in enklitischen Formen (uut 'n Huse, up 'r Karken, aber in der Vollform gilt die Akkusativform: uut dat Huus, uut de Karken). Nach to finden sichj z. T. noch Dativformen (to’m besten geben).
In der Schriftsprache finden sich demgegenüber Dativformen häufiger, denn „[v]on vielen Seiten wird jetzt aber mit dem Dativ ein Mißbrauch getrieben, der auf einer Verkennung des gegenwärtigen Entwicklungsstandes der plattdeutschen Mundart beruht und in dem bewußten oder unbewußten Streben, seiner Sprache ein vornehmeres Gepräge zu geben, den Dativ übermäßig häufig aus dem Hochdeutschen in die plattdeutsche Darstellung hineinträgt. … [N]amentlich in schriftlicher Darstellung sollte statt dessen lieber der Akk. gewählt werden.“ (Heymann 1909, S. 155,157)

#### Satzgefüge
Nach Heymann (1909, S. 167) ist „[d]ie jetzige plattdeutsche Satzfügung (…) so stark von der hochdeutschen beeinflußt, daß sie sich wenig von dieser unterscheidet; doch sollte … auch die jenem (= dem Mnd.!) besonders eigene herbere parataktische Satzverbindung nicht verschmäht werden.“

#### Konjunktionen
Für das Bremische nach Heymann (1909, S. 167):
- koordinierend
  - kopulativ: un „und“, ook „auch, außerdem“, fudder „ferner“, denn „dann“, darup „darauf“
  - disjunktiv: oder (älter edder) „oder“, wedder -- noch, entwedder -- edder, nich -- noch, bold -- bold
  - adversativ: aber, aberst „aber“, doch, dennoch, man „aber, allein“, man dat „aber“
  - kausal: darum, also, denn
- subordinierend
  - meist mit dat gebildet; auch up dat „damit“, um dat „weil“ usw.
  - lokal: woor „wo“, woorhen (wohen), fast vergessen auch daar „wo“
  - temporal: wenn, do, bevor, eer „ehe“, wenneer (bei indirekten Fragen), eer denn (eer dat), as, so bold as, so draad as „sobald als“, de wile dat „während“, nah de Tie(d)t dat „nachdem“, indem dat „während“, siet „seit“, siet dat „seit“, bet dat „bis“
- nachgestellt
  - oft nachgestellt mit so oder do
  - komparativ: as „wie“, like -- as „ebenso -- wie“, wo -- wo „je - desto“, denn nach Komparativen, all daar nah
  - kausal: um dat „weil“, nu „nun, weil“, wiel „weil“
  - konditional: wo, woor, wenn
  - konzessiv: wo wol -- doch „obgleich“, all, wenn ook
  - bei indirekten Fragen: of